# Kenosis
Kenosis (altgriechisch κένωσις kénōsis „Leerwerden“, „Entäußerung“), auch Kenose, ist das Substantiv zu dem von Paulus im Brief an die Philipper gebrauchten Verb altgriechisch ἐκένωσεν ekénōsen „er entäußerte sich“ (Phil. 2, 7). Über Jesus Christus ausgesagt, bedeutet der Begriff den Verzicht auf göttliche Attribute bei der Menschwerdung. Darüber hinaus kann er das „Leerwerden“ des einzelnen Gläubigen für den Empfang der göttlichen Gnade bezeichnen. Der jüdische Philosoph Hans Jonas bezog die Kenosis-Vorstellung auf die „Selbstentäußerung des Schöpfergeistes im Anfang der Dinge“.

## Herkunft
Der Bezugstext, dem das Substantiv Kenosis entlehnt ist, findet sich im Philipperbrief. Paulus zitiert in Phil 2,5–11  wahrscheinlich einen ihm schon vorliegenden Hymnus (hier nach der revidierten Luther-Übersetzung von 2017):

„(5) Seid so unter euch gesinnt, wie es der Gemeinschaft in Christus Jesus entspricht: (6) Er, der in göttlicher Gestalt war, hielt es nicht für einen Raub, Gott gleich zu sein, (7) sondern entäußerte sich selbst (heauton ekenosen) und nahm Knechtsgestalt an, ward den Menschen gleich (…)“

Der Hymnus steht im Zusammenhang eines Werbens um Einheit in der Gemeinde: „Dazu achte in Demut einer den anderen höher als sich selbst, und ein jeder sehe nicht oft das Seine, sondern auch auf das, was dem anderen dient“ (Phil 2,3-4 ).
Für Christus, aber auch für die, die ihm in seiner Kenosis nachfolgen, ist die Selbsterniedrigung in Demut nicht ein Ziel in sich, sondern hat ihr Ziel in der Verherrlichung des Vaters, weil Christus nicht nach der Weise irdischer Herrscher die Herrschaft erlangt, sondern durch Demut und Liebe, auf „dass Jesus Christus der Herr ist, zu Ehre Gottes des Vaters“ (Phil 2,11bc ).
Auch wenn in der Theologie seit ältester Zeit zumeist die hier beschriebene Kenosis als „Selbstentäußerung des präexistenten“ Christus gedeutet wird, kann der Hymnus auch verstanden werden als ein Lobpreis des menschengewordenen Gottessohnes, der sich als Mensch seiner von seinem Vater gegebenen Möglichkeiten entleert.

## Katholische Theologie und Spiritualität
In der katholischen und orthodoxen Theologie ist die Kenosis, einerseits ein grundlegender Bestandteil der Christologie. Sie erklärt, wie Gott, der allmächtig und unendlich ist, sich auf eine Weise dem Menschen annähern konnte, die eine echte Beziehung ermöglichte. Die Kenosis betont die Einheit von göttlicher und menschlicher Natur in Christus. Sie ist Ausdruck der Liebe Gottes zur Menschheit und seiner Bereitschaft, sich der Sterblichkeit zu unterwerfen.
Andererseits wurde eine von der katholischen Sichtweise abweichende Lesart der Kenosis, wie sie unter anderem in protestantischen Kreisen entwickelt wurde (siehe unten), verworfen. Noch 1951 lehnte Papst Pius XII. in seiner Enzyklika Sempiternus rex Christus die „Lehre von der sogenannten Kenose“ rundweg als nicht-chalcedonisch ab:

„Völlig unvereinbar mit dem Glaubensbekenntnis von Chalcedon ist auch eine unter Nichtkatholiken ziemlich weit verbreitete Ansicht, der eine leichtfertige und falsch ausgelegte Stelle aus dem Philipperbrief des heiligen Paulus (Phil 2, 7) eine Handhabe und einen Schein von Autorität bot – die Lehre von der sogenannten ‚Kenose‘ –, nach der man in Christus eine ‚Entäußerung‘ der Gottheit des Wortes annimmt. Diese wahrhaft gotteslästerliche Erdichtung ist, ebenso wie der gegenteilige Irrtum des Doketismus, zu verwerfen, da sie das ganze Geheimnis der Menschwerdung und Erlösung zu einem blutlosen und nichtigen Schatten entwertet. ‚In der unversehrten und vollkommenen Natur eines wahren Menschen‘, so lehrt eindrucksvoll Leo der Große, ‚wurde der wahre Gott geboren, vollständig seiner Eigenart nach, vollständig der unsern nach.‘“

### Hans Urs von Balthasar
Hans Urs von Balthasar hat in seiner Theodramatik wie kein anderer die Kenosis zum Mittelpunkt seiner Theologie gemacht. Gegenüber einer augustinischen Trinitätstheologie betont er, dass "die Grundbewegung, die im dreifaltigen Gott anzunehmen ist, (...) Hingabe, ja Entäußerung heißt, nicht aber Ansichhalten 'und Selbstbehauptung ist." Der schweizerische Theologe hat dabei Anregungen von russisch-orthodoxen Theologen des 19. und des frühen 20. Jahrhunderts, insbesondere Sergej Bulgakow aufgegriffen. Balthasar hat die kenotische Entäußerungsbewegung bis an die Grenzen des Denkbaren verfolgt: In einer Theologie des Karsamstags, da Gott tot ist, da der Logos verstummt zum Wort, das kein Wort mehr ist, wendet sich Balthasar von dem in der Tradition breit vertretenen Triumphalismus ab. Der tote Gottessohn lässt sich im Gehorsam in den Abstieg zur Unterwelt (descensus ad inferos) verfügen, er hinterlegt seine Gottheit in die Hände des Vaters, um denen nahe zu sein, die keine Nähe mehr kennen.

### Spiritualität
Die Lehre von der Kenosis ermutigt dazu, sich selbst aufzuopfern und den Nächsten zu dienen. Sie zeigt, dass Gott nicht fern und unnahbar ist, sondern den Menschen in Christus ganz nahegekommen ist.
Das Apostolische Schreiben "Dies Domini" (1998) von Papst Johannes Paul II. nimmt Bezug auf die Kenosis-Lehre, insbesondere im Zusammenhang mit der Eucharistie. Diese wird vom Papst als lebendige Vergegenwärtigung des Opfers von Golgota beschrieben, bei dem Christus sich in einer Haltung der Kenosis dem Vater darbringt. Diese Selbsthingabe Christi wird in der Eucharistie gefeiert und erinnert, was die Gläubigen dazu aufruft, sich ebenfalls in einer Haltung der Demut und Hingabe zu üben und die gleiche Haltung der Selbsthingabe und Demut anzunehmen, die Christus vorgelebt hat.

„Diese jeder Eucharistiefeier innewohnende »Aufwärtsbewegung«, die sie zu einem freudigen, von Dankbarkeit und Hoffnung erfüllten Ereignis macht, wird aber in der Sonntagsmesse durch deren besonderen Zusammenhang mit dem Gedächtnis der Auferstehung ausdrücklich hervorgehoben. Andererseits ist die »eucharistische« Freude, die »unsere Herzen erhebt«, Frucht der »Abwärtsbewegung«, die Gott zu uns hin vollzogen hat und die für immer zum Wesen der Eucharistie als Opfer gehört, erhabenster Ausdruck und Feier des Mysteriums der kénosis, das heißt der Demütigung, durch die Christus »sich erniedrigte und gehorsam war bis zum Tod, bis zum Tod am Kreuz« (Phil 2,8).“

## Protestantismus
Die Frage, wie das Verhältnis der göttlichen und menschlichen Natur Jesu zueinander zu denken sei, wurde vor allem in der protestantischen Theologie des 16. und dann des 19. Jahrhunderts diskutiert und unterschiedlich beantwortet, ist aber bis heute aktuell.

### 16. und 17. Jahrhundert
- Martin Chemnitz (1522–1586) vertrat die Auffassung, dass Jesus Christus bei der Menschwerdung großenteils auf seine göttlichen Eigenschaften verzichtet habe. Diese kenotische Christologie wurde dann vor allem an der Universität Gießen vertreten.

- Dagegen stand eine Christologie, die auf Johannes Brenz (1499–1570) fußend vor allem an der Universität Tübingen vertreten wurde, nämlich „daß Jesus Christus nicht nur […] im Besitz der göttlichen Eigenschaften […] sei, sondern daß er sie tatsächlich auch […] gebraucht habe“.[13]

- Daraus entstand zwischen beiden Fakultäten der Kenosis-Krypsis-Streit, der in der Decisio Saxonica 1624 entschieden wurde.[14]

### 19. Jahrhundert
Im 19. Jahrhundert bildete sich eine eigene Schule von Kenotikern:
- Gottfried Thomasius unterschied die „weltbezogenen“ Wesenszüge Gottes, nämlich Allmacht, Allgegenwart, Allwissenheit, von den „immanenten“ Wesenszügen Macht, Wahrheit, Heiligkeit, Liebe; letztere habe auch Jesus nicht ablegen können.

- Wolfgang Friedrich Geß (oder Gess)[15] vertrat darüber hinaus die Ansicht, dass Jesus auch diese immanenten Eigenschaften nicht besessen, ja nicht einmal das Bewusstsein gehabt habe, von jeher Gott zu sein. „Man muß bei Geß fragen, ob von einer Gegenwart Gottes in dem Menschen Jesus überhaupt noch etwas bleibt.“ (Paul Althaus)

### 20. Jahrhundert
Sehr nachdrücklich bekannte sich Dietrich Bonhoeffer zur Kenosis (wenngleich er den Begriff selbst nicht verwendete). So beschrieb er 1937 Jesu Menschwerdung in seinem Buch Nachfolge:

„Er nimmt die Menschheit an, indem er menschliches Wesen, menschliche ‚Natur‘, ‚sündliches Fleisch‘, menschliche Gestalt annimmt. […] Es ist das sündliche Fleisch, das er trägt – doch ohne Sünde.“

Bonhoeffer bezeichnet es als das Wunder aller Wunder, dass Jesus, der „von Ewigkeit her bei dem Vater war und die Gottesgestalt trug“, auf die Erde kam und ,„menschliches Wesen, menschliche Natur, sündliches Fleisch und menschliche Gestalt“ annahm. Hinsichtlich des sündlichen Fleisches (Röm. 8,3) präzisiert Bonhoeffer: „Es ist das sündliche Fleisch, das er trägt – doch ohne Sünde [zu begehen].“ Er konnte nur darum Sünde vergeben, weil er unser sündiges Fleisch in seinem Leibe angenommen hatte. Darum ist der Leib Jesu Christi, so Bonhoeffer, der Grund unseres Heils.

### 21. Jahrhundert
Der evangelische Theologe Klaus Berger greift im 21. Jahrhundert die Diskussionen auf und spricht von einer doppelten Kenosis:

„Der Vater […] ist [so Paulus in Röm und 1 Kor] zweifach aus sich selbst heraus und in die menschliche Wüste hinabgestiegen. Man kann das auch eine zweifache Kenosis (Selbsterniedrigung) nennen. Gott scheut sich nicht, in einem palästinensischen Mädchen Mensch zu werden, und er scheut sich nicht, im Herzen jeder Christin und jedes Christen zu wohnen als Heiliger Geist. Bei dieser Kenose wird er jeweils neu als er selbst erkennbar. Er liefert sich zweifach aus. Warum er das tut? Paulus würde antworten: Weil er die Menschen liebt.“

## Jüdisch inspirierte Philosophie
Der Philosoph Hans Jonas knüpfte im 20. Jahrhundert an die im 16. Jahrhundert in der jüdischen Mystik entstandene Vorstellung vom Tzimtzum an. Hierzu führt er aus:

„Im Anfang, aus unerkennbarer Wahl, entschied der göttliche Grund des Seins, sich dem Zufall, dem Wagnis und der endlosen Mannigfaltigkeit des Werdens anheimzugeben. Und zwar gänzlich: Da sie einging in das Abenteuer von Raum und Zeit, hielt die Gottheit nichts von sich zurück; kein unergriffener und immuner Teil von ihr blieb, um die umwegige Ausformung ihres Schicksals in der Schöpfung von jenseits her zu lenken, zu berichtigen und letztlich zu garantieren. Auf dieser bedingungslosen Immanenz besteht der moderne Geist. Es ist sein Mut oder seine Verzweiflung, in jedem Fall seine bittere Ehrlichkeit, unser In-der-Welt-Sein ernst zu nehmen: die Welt als sich selbst überlassen zu sehen, ihre Gesetze als keine Einmischung duldend, und die Strenge unserer Zugehörigkeit als durch keine außerweltliche Vorsehung gemildert. […] Damit Welt sei, und für sich selbst sei, entsagte Gott seinem eigenen Sein; er entkleidete sich seiner Gottheit, um sie zurück zu empfangen von der Odyssee der Zeit, beladen mit der Zufallsernte unvorhersehbarer zeitlicher Erfahrung, verklärt oder vielleicht auch entstellt durch sie. In solcher Selbstpreisgabe göttlicher Integrität um des vorbehaltlosen Werdens willen kann kein anderes Vorwissen zugestanden werden als das der Möglichkeiten, die kosmisches Sein durch seine eigenen Bedingungen gewährt: Eben diesen Bedingungen lieferte Gott seine Sache aus, da er sich entäußerte zugunsten der Welt.“

## Kenosis in Kunst und Literatur
Botho Strauß gebraucht in Lichter des Toren. Der Idiot und seine Zeit (2013) des Öfteren „Kenosis“, ebenso die Container-Metapher.